# Retrato de Giuseppe Verdi con pañuelo blanco y sombrero de copa
Retrato de Giuseppe Verdi con pañuelo blanco y sombrero de copa es un pastel dibujado en cinco horas en 1886 en su estudio parisino por Giovanni Boldini. Representa al compositor italiano de ópera romántica Giuseppe Verdi. Se conserva en la Galería Nacional de Arte Moderno y Contemporáneo ubicada en la Villa Borghese de Roma.

## Trasfondo

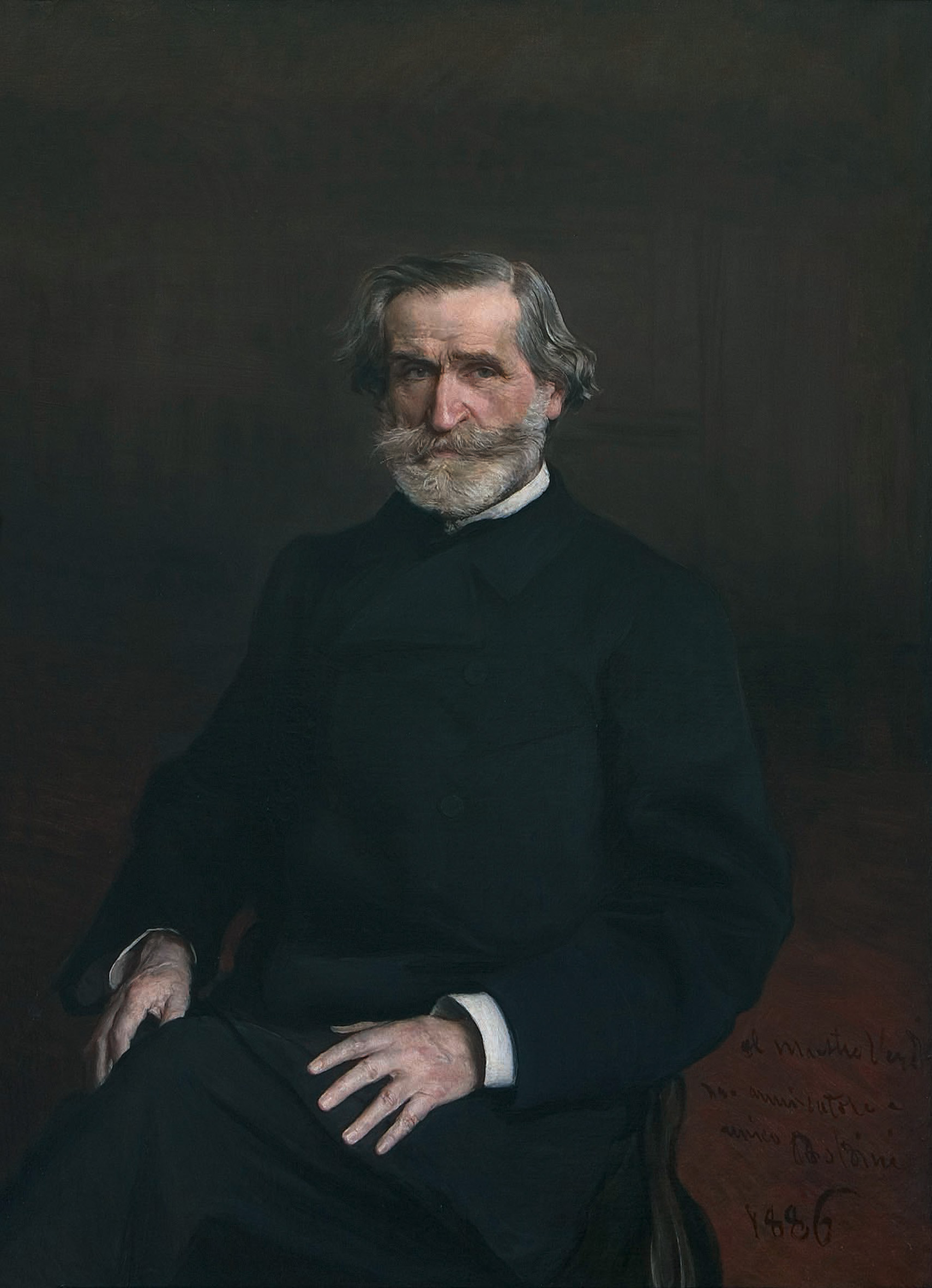
El primer retrato que Boldini dedicó a Giuseppe Verdi, hoy conservado en la Casa di riposo per musicisti de Milán.

Aunque algunos críticos persisten en estigmatizar la amistad entre Boldini y Giuseppe Verdi como un simple gesto publicitario del pintor, en realidad la documentación conservada atestigua que ambos estaban vinculados por una estima mutua. Aunque Boldini no poseía una sólida erudición musical, consideraba a Verdi como un "ídolo" y se informaba sobre sus acontecimientos biográficos y líricos. Giovanni Boldini era uno de los mejores amigos de Emanuele Muzio, quien desde hacía mucho tiempo soñaba con ver a su maestro posar para el talentoso pintor. Es significativa la correspondencia que vincula a Boldini con Emanuele Muzio, compositor que, siendo único alumno y asistente de Verdi, actuó como vínculo entre ambos. El compositor italiano, poco dado a la autocelebración (ni siquiera pictórica), finalmente se convenció de posar para el "pintor italiano en París" después de ver El director Emanuele Muzio en el escenario, que muestra a Muzio con una batuta en la mano mientras dirige un concierto. Impresionado por la espontaneidad de la obra, Verdi, desde su finca de Sant' Agata, habría transmitido este chispeante comentario a Muzio: "Querido Emanuele, ¡acepto! Y gracias a usted y al señor Boldini por el hermoso retrato que hizo allí". Se dice que Boldini sólo emprendió la ejecución del retrato dos años después del encargo: en este período de tiempo, la simpatía que une a ambos no disminuye en absoluto, tanto es así que en 1884 Boldini asiste a una función de Aida y en la Navidad del mismo año está en Génova, invitado de Verdi y Muzio.
En marzo de 1886, Giuseppe Verdi estaba en París para escuchar en escena a Victor Maurel, el barítono que interpretaría el papel de Yago en Otelo. Durante la visita del músico, acompañado por Muzio y Giuseppina Strepponi, su esposa, al estudio del n. 11 plaza Pigalle, Boldini realiza un primer retrato después de una serie de largos posados que hacen que el músico se sienta incómodo para su trabajo en París. La primera sesión de poses no es nada convincente: Verdi está particularmente irritable y nervioso ese día porque está sobrecargado de compromisos y, además, no puede contener su temperamento hablador, tanto que habla constantemente de su trabajo con Muzio, modificando así la pose y el proceso pictórico. A esta notable intolerancia del compositor se suman también la emotividad de Boldini y las continuas quejas de Giuseppina Strepponi, insatisfecha con las condiciones de iluminación del estudio, en su opinión insuficientes para un pintor de tanta profundidad. La primera versión del Retrato de Giuseppe Verdi retrata al compositor sentado en una actitud austera y segura, bañado por una luz que se posa especialmente en sus manos, apoyadas sobre las rodillas.
Este cuadro, hoy conservado en la Casa di riposo per musicisti de Milán, dejó amargados tanto al pintor como al compositor, particularmente perplejos sobre todo por los posibles gastos de transporte en los que tendría que incurrir, describiendo el tema como un "Hermoso desastre". Boldini, por su parte, lo entendió mal y piensa que es la pintura la que es un "desorden". Habiendo resuelto este malentendido, le ruega al compositor que le conceda una última sesión, "para compensar el mal resultado del trabajo anterior». Así fue como el 9 de abril de 1886, en apenas cinco horas, se creó la versión definitiva, mediante la técnica del pastel, considerada unánimemente como uno de los puntos culminantes de la iconografía de Verdi. El compositor también quedó profundamente impresionado y al final de la sesión se detuvo a desayunar en el estudio del pintor, donde estaba dándole los últimos retoques.  
El propio Boldini estaba plenamente satisfecho de su obra y la conservó celosamente consigo durante toda su vida, considerándola una de sus pocas pinturas donde su talento artístico se expresó en todo su potencial: ni siquiera se lo vende al príncipe de Gales, quien se había declarado dispuesto a conceder al pintor una importante suma de dinero. El pintor conservó inicialmente el retrato para presentarlo en la Exposición Universal de París de 1889, la Exposición Internacional de Bruselas de 1897 y la primera Bienal de Venecia de 1895, donándolo finalmente a la Galería Nacional de Arte Moderno y Contemporáneo de Roma en 1918.    
El óleo sobre lienzo, colgado en la pared del salón de la Villa del Príncipe, residencia de invierno del matrimonio Verdi en Génova, se conserva actualmente en la Casa di riposo per musicisti de Milán.

## Descripción
El pastel representa a Giuseppe Verdi de medio busto y mirando al frente. El maestro viste su famoso abrigo, un pañuelo de seda atado alrededor del cuello y el brillante sombrero de copa colocado sobre su cabeza: Su vestimenta pulcra y sofisticada es un signo de su prosperidad económica, y la bufanda en particular ofrece testimonio de su incomparable talento artístico. La expresividad de su faz es palpable: sus ojos claros y límpidos miran al espectador con curiosidad, sus fosas nasales parecen casi temblar y el ligero aroma del rostro se disuelve en la barba blanca y bien cuidada, pintada con tonos blancos y finos trazos negros, que dan a la composición una calma solemne, casi hierática. El propio Verdi, asombrado por la aguda caracterización psicológica del rostro, reconoció abiertamente "la semejanza y el mérito de la obra", añadiendo incluso que le parecía "Más una broma que un retrato serio", quizás sorprendido por la actitud de su alter ego pictórico, tan penetrante que incluso parece caricaturesca.

## Análisis

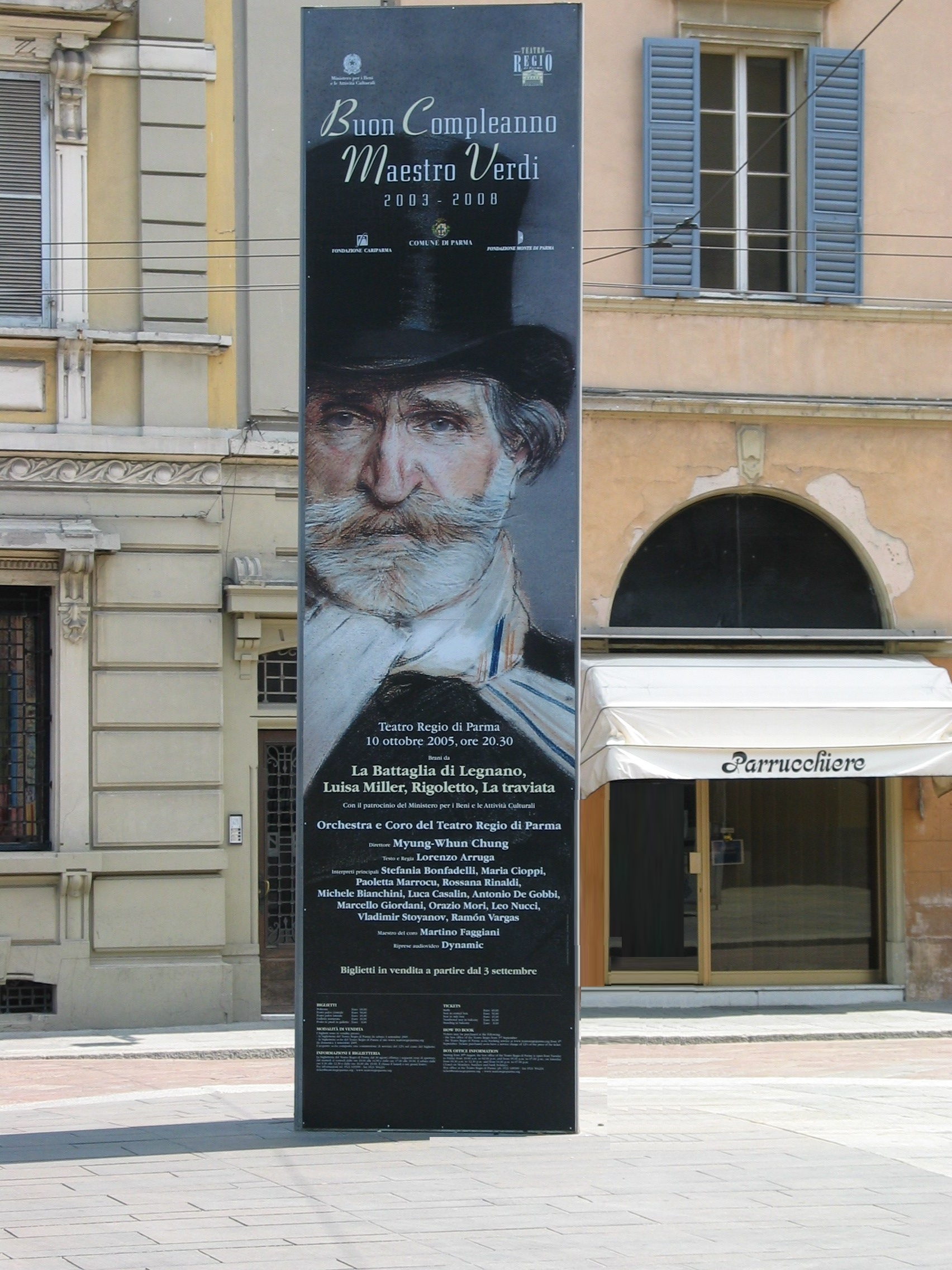
Cartel que celebra el aniversario del nacimiento de Verdi, instalado en Parma, con su famoso retrato.

Testimonio de la compleja personalidad del compositor, la pintura de Boldini resalta con sorprendente realismo la humanidad de Verdi despojada del aura mítica impuesta por la celebridad. Este es el retrato más conocido de Verdi. En la parte superior derecha, una inscripción autógrafa permite datar con precisión la obra (9 de abril de 1886).
Bajo la sombra de los bordes del sombrero de copa, la mirada del anciano músico se dirige al espectador, franca y directa, marcando la autoridad y el carisma del maestro. Los ojos claros insinúan una sombra de melancolía, un sentimiento ligeramente desilusionado: Verdi está en el apogeo de su gloria, pero el Risorgimento no ha estado a la altura de sus esperanzas. La fina boca parece interrogar el futuro, oculta bajo el bigote gatuno y la barba blanca salpicada de finas líneas negras.
La redingote y el sombrero negros, al igual que el pañuelo blanco anudado al cuello, contrastan con el color neutro del fondo sobre el que está, por así decirlo, incrustado en relieve el busto del retratado. También contrastan con las formas suaves de la figura la rigidez del pañuelo, sus líneas rectas azules y amarillas y su composición en diagonales opuestas a la vertical del reflejo del sombrero y la línea de la nariz que dividen el cuadro.
A través del tratamiento pictórico diferenciado de las distintas partes -algunas esbozadas con minucioso detalle, otras dejadas en estado de boceto- Boldini restituye una imagen fuerte y vibrante de Verdi, que se impone a la mirada del espectador con una delicada instantaneidad a pesar de la sustancial economía de líneas y colores. Boldini despliega aquí sus cualidades de macchiaiolo para dibujar el retrato del músico con pinceladas amplias, rápidas e incisivas, dando al sujeto «Espesor del material y densidad del color». Desde el punto de vista técnico, la obra se articula sobre las diagonales descritas por los haces del pañuelo, elemento rígido que, entre otras cosas, destaca cromáticamente de las demás partes del cuadro, y sobre la dirección vertical del dorso de la nariz, que divide el cuadro en dos.
La expresividad del retrato es tal que Verdi, sorprendido, pidió a Giulio Ricordi que lo utilizara como portada para la edición del Otelo.